# Keleanohoana'api'api
Keleanohoanaʻapiʻapi, o anche semplicemente Kelea (fl. XV secolo), è stata una nobildonna hawaiana, Aliʻi di Maui, la cui vita è raccontata in leggende e canti locali.
Keleanohoanaʻapiʻapi, nata probabilmente sull'isola di Maui, era figlia del Gran Capo Kahekili I di Maui e di sua moglie Haukanuimakamaka di Kauai e quindi sorella di Kawaokaohele. I racconti la descrivono come molto bella.
Sposò in prime nozze il principe Lo Lale di Oahu da cui ebbe tre figli. Dopo aver divorziato da Lo Lale, andò in sposa al nobile Kalamakua, Gran Capo di Halawa sull'isola di Oahu. Dal secondo matrimonio nacque una figlia, Laʻieloheloheikawai, che divenne poi moglie di Piʻilani di Maui.
A Keleanohoanaʻapiʻapi è stato dedicato il cratere Kelea su Venere.